# Johan Schick
Johan Schick, född i Kraków, död 29 april 1701 i Stockholm, var en svensk silversmed.
Han var gift med Elisabeth Larsdotter. Schick blev mästare i Stockholm 1645 och var en av de svenska silversmeder som tog upp tillverkningen av figurutsmyckade dryckeskannor. Han är representerad vid Nationalmuseum med en stor kanna som runt livet visar paradisscener och på locket en återgivning av bröllopet i Kana.